# Adolf Reinach
Adolf Bernard Filip Reinach (ur. 23 grudnia 1883 w Moguncji, zm. 16 listopada 1917 w Diksmuide) – niemiecki filozof, fenomenolog i teoretyk prawa.
Zginął w walce podczas I wojny światowej.